# Copiii Bionici: Forța de elită
Copiii Bionici: Forța de elită este un serial de comedie american creat de Chris Peterson și Bryan Moore. Seria este o combinație dintre Copiii Bionici și Medici pentru eroi. În România a avut premiera pe 26 februarie 2018 și s-a încheiat pe 21 iunie 2018, având 16 episoade.

## Poveste
Davenport a venit cu un plan de a forma o echipă de elită din eroi bionici și super-eroi pentru a lupta cu dușmanii la sediul lor din Centium City. El își pune planul în acțiune după ce răufăcătorii au distrus Spitalul Mighty Med.

## Actorii și personajele
- William Brent ca Chase
- Bradley Steven Perry ca Kaz
- Jake Short ca Oliver
- Paris Berelc ca Skylar
- Kelli Berglund ca Bree

## Producție
Copiii Bionici: Forța de elită este creat de Chris Peterson și Bryan Moore, duo-ul care a creat Copiii Bionici. Acesta este produs de Britelite Productions și It's a Laugh Productions. 
În octombrie 2016, actrița Kelli Berglund (Bree) a raportat pe Twitter că nu va fi un al doilea sezon de Copiii Bionici: Forța de elită.

## Difuzare
| Sezon | Sezon | Episoade | Difuzarea originală | Difuzarea originală | Difuzarea în România | Difuzarea în România |
| Sezon | Sezon | Episoade | Început             | Final               | Început              | Final                |
| ----- | ----- | -------- | ------------------- | ------------------- | -------------------- | -------------------- |
|       | 1     | 16       | 2 martie 2016       | 22 octombrie 2016   | 26 februarie 2018    | 21 iunie 2018        |

## Episoade
| Episodul | Titlu original                 | Premiera originală | Titlu (Disney Channel România)    | Premiera (Disney Channel România) |
| -------- | ------------------------------ | ------------------ | --------------------------------- | --------------------------------- |
| 1        | "The Rise of Five"             | 2 martie 2016      | "O nouă echipă"                   | 26 februarie 2018                 |
| 2        | "Holding Out for a Hero"       | 9 martie 2016      | "În căutarea unui erou"           | 27 februarie 2018                 |
| 3        | "Power Play"                   | 16 martie 2016     | "Joaca de-a putere"               | 28 februarie 2018                 |
| 4        | "The Superhero Code"           | 23 martie 2016     | "Codul supereroului"              | 1 martie 2018                     |
| 5        | "Need for Speed"               | 30 martie 2016     | "Nevoia de viteză"                | 2 martie 2018                     |
| 6        | "Follow the Leader"            | 6 aprilie 2016     | "Urmează-ți liderul"              | 5 martie 2018                     |
| 7        | "The List"                     | 13 aprilie 2016    | "Lista"                           | 6 martie 2018                     |
| 8        | "Coming Through in the Clutch" | 25 iulie 2016      | "Trecând prin ambreiaj"           | 7 martie 2018                     |
| 9        | "The Intruder"                 | 10 septembrie 2016 | "Intrusul"                        | 9 martie 2018                     |
| 10       | "The Rock"                     | 17 septembrie 2016 | "Piatra"                          | 26 mai 2018                       |
| 11       | "Home Sweet Home" (part.1)     | 24 septembrie 2016 | "Casă dulce casă (partea întâi)"  | 2 iunie 2018                      |
| 12       | "Home Sweet Home" (part.2)     | 24 septembrie 2016 | "Casă dulce casă (partea a doua)" | 9 iunie 2018                      |
| 13       | "Sheep-Shifting"               | 1 octombrie 2016   | "Farsa de Halloween"              | 23 iunie 2018                     |
| 14       | "Game of Drones"               | 8 octombrie 2016   | "Urzeala dronelor"                | 8 martie 2018                     |
| 15       | "They Grow Up So Fast"         | 15 octombrie 2016  | "Ei cresc atât de repede"         | 16 iunie 2018                     |
| 16       | "The Attack"                   | 22 octombrie 2016  | "Atacul"                          | 30 iunie 2018                     |

## Premiera internațională
| Țara           | Canal                        | Sezon 1           | Titlu                                     |
| -------------- | ---------------------------- | ----------------- | ----------------------------------------- |
| SUA            | Disney Channel               | 2 martie 2016     | Lab Rats: Elite Force                     |
| Polonia        | Disney Channel Polska        | 3 octombrie 2016  | Szczury laboratoryjne: Jednostka elitarna |
| Franța         | Disney XD                    | 23 octombrie 2016 | Les Bio-Teens : Forces spéciales          |
| Israel         | Disney Channel Israel        | 19 noiembrie 2016 | מעבדה לכוחות על: יחידת עילית              |
| Germania       | Disney XD                    | 21 noiembrie 2016 | S3 – Gemeinsam stärker                    |
| Italia         | Disney XD                    | 3 decembrie 2016  | Lab Rats: Elite Force                     |
| Spania         | Disney Channel Espana        | 21 ianuarie 2017  | Lab Rats: Fuerza Élite                    |
| America Latină | Netflix                      | 1 iulie 2017      | Lab Rats: Elite Force                     |
| Brazilia       | Disney Channel Brasil        | 1 iulie 2017      | Lab Rats: Elite Force                     |
| Portugalia     | Disney Channel Portugal      | 27 noiembrie 2017 | Lab Rats: Força Elite                     |
| Ungaria        | Disney Csatorna Magyarország | 3 februarie 2018  | Laborpatkányok: Az elit csapat            |
| Cehia          | Disney Channel Czech         | 3 februarie 2018  | Laboratorní krysy: Elitní jednotka        |
| România        | Disney Channel România       | 26 februarie 2018 | Copiii Bionici: Forța de elită            |